# Estación Santa Teresa
Santa Teresa es una estación ferroviaria ubicada en la localidad del mismo nombre en el Departamento Constitución, Provincia de Santa Fe, Argentina.
Fue inaugurada en 1890 por el Gran Ferrocarril del Sud de Santa Fe y Córdoba.

## Servicios
La estación corresponde al Ferrocarril General Bartolomé Mitre de la red ferroviaria argentina. Presta servicios de cargas por la empresa estatal Trenes Argentinos Cargas y a Nuevo Central Argentino.